# Laboratoire national Lawrence-Berkeley
Ne doit pas être confondu avec Laboratoire national Lawrence Livermore.
Le Laboratoire national Lawrence-Berkeley (Ernest Orlando Lawrence National Laboratory, anciennement Berkeley Radiation Laboratory et plus connu sous le nom de Berkeley Lab ou LBNL) est un laboratoire national américain, dépendant du Département de l'énergie et situé à Berkeley, Californie. Il est géré par l'université de Californie. Les recherches menées au LBNL sont civiles et non couvertes par le secret défense.
Le laboratoire, fondé en 1931 sous le nom de « Radiation Laboratory » par Ernest Orlando Lawrence, est le laboratoire national américain le plus ancien. Initialement installé sur le campus de Berkeley, il a déménagé sur son site actuel en 1940.
Depuis sa création, douze de ses chercheurs ont vu leurs travaux récompensés par un prix Nobel : Ernest Orlando Lawrence, Glenn T. Seaborg, Edwin M. McMillan, Owen Chamberlain, Emilio Segrè, Donald Arthur Glaser, Melvin Calvin, Luis Walter Alvarez, Yuan T. Lee, Steven Chu, George Smoot et Saul Perlmutter.
Son nom reprend celui de son fondateur et premier directeur, Ernest Orlando Lawrence.

## Organisation et fonctionnement
Le site est composé de 76 bâtiments construits sur les collines dominant le campus de l'université de Californie à Berkeley. Le laboratoire emploie au total près de 4 000 personnes, parmi lesquelles 800 étudiants et accueille chaque année plus de 2 000 chercheurs extérieurs.
Le laboratoire comprend quinze départements, actifs dans des domaines comme l'informatique, les sciences de l'énergie (en) ou la biologie. D'autres services sont consacrés au support technique des chercheurs. De nombreux projets de recherche fédèrent les financements et du personnel de plusieurs départements simultanément. En particulier, l'informatique et les sciences de l'ingénieur sont omniprésentes en biologie et en physique.
Il abrite entre autres installations le Laser BELLA qui fut le plus puissant au monde en 2012.

## Histoire

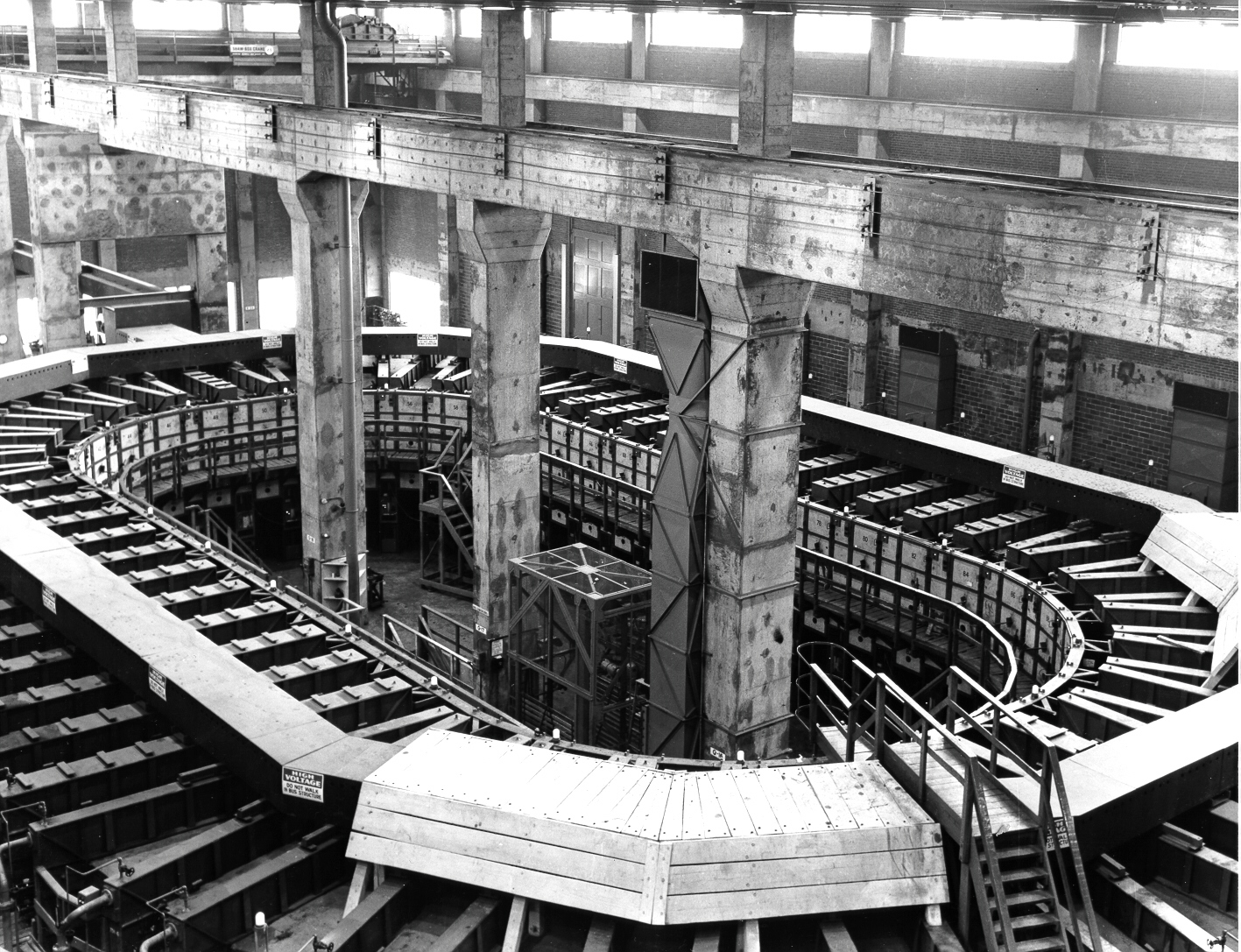
Le LNLB a mis au point les Calutrons utilisés au Y-12 National Security Complex, partie du Laboratoire national d'Oak Ridge au Tennessee, États-Unis, pour créer de l'uranium enrichi ayant servi dans les premières bombes atomiques américaines.

La découverte de la radioactivité artificielle par Irène et Frédéric Joliot-Curie en 1934 ouvre un champ de recherche imprévu au Radiation Laboratory : la création de nouveaux radioéléments par bombardement d'un élément avec des noyaux de deutérium (deutérons) ou des neutrons. La fabrication de certains de ces radioéléments, comme le sodium 24, en quantité suffisante pour la recherche biomédicale, assure une partie du financement nécessaire afin de perfectionner sans cesse le cyclotron. Ces travaux en radiobiologie, prennent une importance considérable. Les physiciens du Radiation Laboratory, toujours en quête d'argent, deviennent peu à peu esclaves du cyclotron, abandonnant les projets de recherche à long terme et faisant tourner la machine nuit et jour. Cette situation ne change qu'avec la Seconde Guerre mondiale et l'énorme effort financier consenti par les États-Unis pour se doter de l'arme nucléaire.
Outre la radiobiologie, le Radiation Laboratory est pionnier dans un autre travail de recherche interdisciplinaire autour des radioéléments produits par le cyclotron : l'étude des propriétés des isotopes radioactifs ou radiochimie. Il travaille en étroite collaboration avec le département de Chimie de Berkeley dont trois de ses membres, Gilbert Newton Lewis, Willard Frank Libby et Samuel Ruben, jouent plus particulièrement un rôle d'intermédiaires. Le département de Chimie dirigé par Wendell Latimer est depuis 1930 environ un des principaux lieux d'essor de la radiochimie hors d'Europe. Il accueille ainsi le premier compteur Geiger-Müller et la première source de neutrons construits aux États-Unis.

## Directeurs
- 1931-1958 : Ernest Orlando Lawrence
- 1958-1972 : Edwin McMillan
- 1973-1980 : Andrew Sessler (en)
- 1980-1989 : David Shirley (en)
- 1989-2004 : Charles V. Shank
- 2004-2008 : Steven Chu
- 2009-2016 : Paul Alivisatos
- Depuis 2016 : Michael Witherell (en)